# Northern Premier League Division One North
Northern Premier League Division One North var under åren 2007–2018 en division i den engelska fotbollsligan Northern Premier League (NPL) och låg på nivå åtta i det engelska ligasystemet.
Division One North skapades i början av säsongen 2007/08 då gamla Northern Premier League Division One delades upp i två nya divisioner, denna och Division One South. Det gjordes för att standardiseringen av National League System skulle fortsätta. Inför säsongen 2006/07 delade Isthmian League sin första division, men NPL väntade ett år.
Divisionen upphörde inför 2018/19 års säsong då NPL:s båda underdivisioner arrangerades om till Division One East och Division One West.

## Mästare
| Säsong  | Mästare              |
| ------- | -------------------- |
| 2007/08 | Bradford Park Avenue |
| 2008/09 | Durham City          |
| 2009/10 | Halifax Town         |
| 2010/11 | Chester              |
| 2011/12 | Fylde                |
| 2012/13 | Skelmersdale United  |
| 2013/14 | Curzon Ashton        |
| 2014/15 | Salford City         |
| 2015/16 | Warrington Town      |
| 2016/17 | Lancaster City       |
| 2017/18 | South Shields        |